# Higher (singel The Saturdays)
Higher – singel angielskiego girlsbandu The Saturdays z ich minialbumu zatytułowanego Headlines!. Gościnnie głosu do piosenki użyczył raper Flo Rida. Utwór został napisany przez Arnthor’a Birgisson i Ina Wroldsen. 6 sierpnia 2011 roku singel zdobył nagrodę Popjustice £20 Music Prize.

## Teledysk
Grupa wyleciała do Los Angeles, aby nakręcić teledysk do utworu. Reżyserią zajął się Taylor Cohen. Sceny z Flo Ridą kręcone były oddzielnie. Zdjęcia zakończono 29 sierpnia 2010 roku. Teledysk swoją premierę miał 18 września na oficjalnej stronie girlsbandu, zaś wersja z Flo Ridą została opublikowana na kanale VEVO w dniu 9 października 2010 roku.

## Notowania
| Listy przebojów (2010)                | Najwyższa pozycja |
| ------------------------------------- | ----------------- |
| Irlandia (IRMA)                       | 11                |
| Szkocja (The Official Charts Company) | 9                 |
| Wielka Brytania (UK Singles Chart)    | 10                |